# Нер, Мориц
Мориц Нер (нем. Moriz Nähr; 4 августа 1859[…], Вена — 29 июня 1945, Вена) — австрийский фотограф эпохи fin de siècle, которого сравнивают с французским мастером Эженом Атже. Новатор в фотографическом искусстве в Вене на рубеже XIX—XX веков.
Мориц Нер был фотографом-самоучкой и занимался как пейзажной, архитектурной, так и портретной и жанровой съёмками и добился успеха благодаря широким связям в обществе. Мориц Нер выполнял заказы императорского двора и в 1908 году был назначен камер-фотографом наследника престола эрцгерцога Франца Фердинанда. Он был близок к крупной буржуазии — семьям Карла и Людвига Витгенштейна, но был своим и для Венского сецессиона, выставки которого он тщательно и эффектно документировал. В 1943 году Нер передал большую часть своего архива Австрийской национальной библиотеке.
Мориц Нер на протяжении всей жизни был одним из немногих близких друзей художника Густава Климта, входил в климтовскую компанию, встречавшуюся за завтраком в Шёнбруннском парке. Мориц Нер является автором многих известных фотографий Климта. Фотоработы друга вдохновляли художника на творчество, что, например, заметно в пейзаже Климта «Буковая роща I» (1902). В 2009 году на аукционе произведений фотоискусства в венской галере «Вестлихт» винтажная фотография фотопортрета Густава Климта с кошкой на руках работы Морица Нера была продана за 27 600 евро.